# Hyde Glacier
Hyde Glacier är en glaciär i Antarktis. Den ligger i Västantarktis. Chile gör anspråk på området. Hyde Glacier ligger 1 030 meter över havet.
Terrängen runt Hyde Glacier är huvudsakligen kuperad, men norrut är den platt. Trakten är obefolkad. Det finns inga samhällen i närheten. 